# Géant-Bœuf du Carnaval de Paris

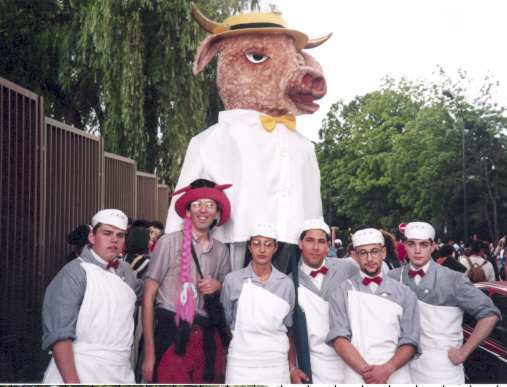
Première sortie du Géant-Bœuf, le 7 juin 1998, au bas de la rue Le Vau (Paris 20e), près du square Sévérine : les élèves de l'École Nationale Supérieure des Métiers de la Viande - ENSMV qui vont porter le géant et Basile Pachkoff initiateur de la renaissance du Carnaval de Paris.

Le Géant-Bœuf du Carnaval de Paris est un géant catalan de Paris construit en 1998 à Gennevilliers près de Paris par le scénographe, décorateur, marionnettiste Rafaël Estève assisté de sa fille Ophélie. La chemise du géant a été réalisée par la couturière professionnelle Sofia Djerbi.
Rafaël Estève, auteur notamment des décors pour la série télévisée Le Manège enchanté, est né en 1926 à Sabadell et a étudié la scénographie à Barcelone. Arrivé en France en 1950 il connaît bien la tradition des géants de Catalogne et s'en est inspiré pour créer le Géant-Bœuf.
Pour sa création l'artiste s'est aussi inspiré librement du dessin de Gill figurant le Bœuf Gras. Dessin paru en première page de L'Éclipse, le 7 février 1869.
En juin 2009, le Géant-Bœuf a disparu dans l'incendie du grenier de la maison où il était entreposé à la campagne entre deux carnavals.
En 2010 un nouveau géant surmontant le quad est créé par Catherine Poulain artiste plasticienne, scénographe et actrice impliquée dans la renaissance du Carnaval de Paris depuis 1993, sculpture géante intitulée La vache et son roi amoureux .

## Histoire du Géant-Bœuf
Le Carnaval de Paris a connu jadis d'autres géants : par exemple un clown géant monté sur un tricycle figure en tête du cortège de la Cavalcade du Bœuf Gras 1897. Œuvre du carnavalier niçois Durante il est filmé par les équipes des frères Lumière. En 1907 un agent de police géant, également monté sur un tricycle défile au Carnaval de Paris, ainsi que, vers la même époque, le géant Gayant, venu spécialement de Douai à cette occasion.
L'année de la renaissance de la Promenade du Bœuf Gras, cortège du Carnaval de Paris, les organisateurs, Alain Riou et Basile Pachkoff se retrouvèrent avec deux dates annoncées pour cet évènement : le 7 juin ou le 27 septembre 1998.
Cette dernière date fut finalement retenue. Restait la première déjà connue du public.
Pour ne pas tout annuler ce jour-là il fut décidé qu'il y aurait le 7 juin un « cortège de pré-carnaval ».
Comme il n'était pas question de faire venir la vache du Carnaval à Paris, elle fut remplacée à ce défilé par le géant construit spécialement pour l'occasion par un ami de Basile Pachkoff : Rafaël Estève.
Il ressort le 27 septembre 1998 et revient ensuite, chaque année participer au cortège du Carnaval de Paris, en suivant la vraie vache héroïne de la fête. Il est porté lors de ses deux premières sorties. À partir de 1999 il défile monté sur un petit tracteur genre quad.
En janvier 2009 le Géant-Bœuf a été restauré et modifié par Alexandra Bristiel assisté de Basile Pachkoff: le museau et le menton ont été dorés, la chemise fleurie, le nœud papillon légèrement modifié par l'ajout en son milieu d'une pièce de tissu bleu clair avec des motifs bleu foncé et le chapeau repeint en couleur rose fuchsia. En juin 2009, quelques mois après avoir défilé à la Promenade du Bœuf Gras le 22 février 2009, le Géant-Bœuf, qui était entreposé à Bugeat en Corrèze a été anéanti dans un incendie. À la suite de cela, Basile et Alexandra proposent à Catherine Poulain, de concevoir et réaliser un nouveau géant qui surmonte le quad dans le Carnaval de Paris 2010.

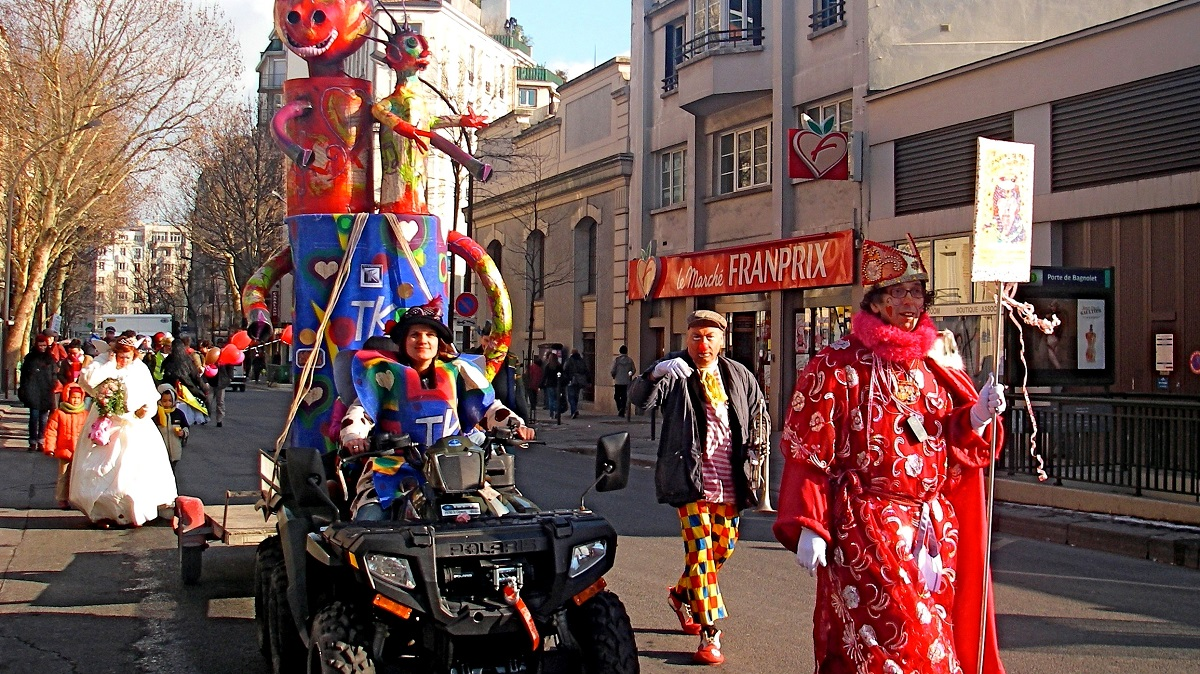
Départ du Carnaval de Paris 2010, Catherine Poulain conduisant le quad et sa sculpture géante avec Basile Pachkoff, Pat le clown, Alexandra Bristiel.

Catherine Poulain crée le géant La vache et son roi amoureux avec des notes de musique en région parisienne durant deux mois de préparation, sans aucune aide matérielle et financière, sauf pour le transport aller-retour. Constitué de matériaux de récupération : plastique, carton, papier, peinture acrylique, et résine assemblés sur une structure en métal.Il défile le 14 février 2010, qui est aussi le jour de la Saint Valentin.
La Mairie de Paris décide de supprimer la prise en charge du transport de la vache vivante, du quad et du géant qui était effectuée depuis 1998, sous prétexte de vouloir faire des économies, en 2011, ce qui met fin à l'histoire du géant-bœuf, pour le moment en tout cas.

## Technique de fabrication

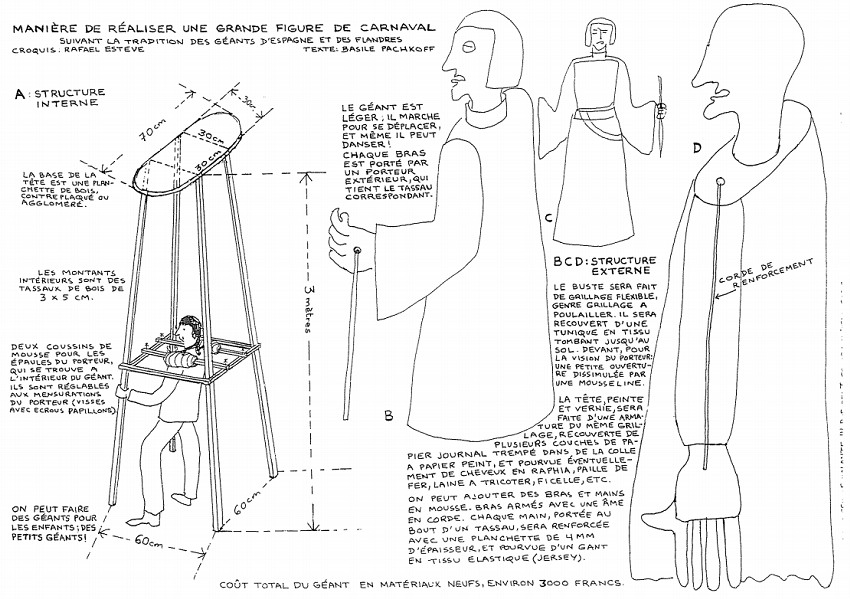
Rafaël Estève et Basile Pachkoff : schéma technique pour construire un géant.

Selon cette technique peuvent être également construits des géants miniatures, des géants pour enfants, hauts d'environ deux mètres.
La fabrication, non comptée la chemise réalisée à part, a demandé trois semaines de travail pour deux personnes. Le coût en matériaux s'est élevé en mai 1998 à 3 500 francs.
Les matériaux utilisés : planche de latté, tasseaux de bois, vrai nœud papillon en tissu jaune, grillage de poulailler, fil de fer, mousse polyéther, polystyrène expansé (pour les cornes, recouvertes ensuite de couches de papier collées, et pour les sabots taillés puis poncés enduits et peints), papier journal, papier mâché, carton de falla, tissus, fil à coudre, fourrure synthétique, laine (pour le bout de la queue), ficelle (grosse pour créer la bordure du canotier et plus fine pour coudre les boutons en bois, sur la chemise), couvercles métalliques de pots de confiture (pour réaliser les boutons de manchettes), peinture, colle, cirage, enduis, vernis.
Le Géant-Bœuf n'a pas été conçu initialement pour durer. Avec ce genre de fabrication ce type de géant est fait pour servir au cours d'un carnaval seulement. La continuité de son utilisation durant une dizaine d'années l'a amené à toutes sortes de dégradations. En particulier ses cornes très fragiles, réalisées en polystyrène expansé monté sur une très petite, courte et large cheville en bois, ont été brisées plusieurs fois. Ces dégradations ont été réparées au fur et à mesure.
À l'origine les quatre tasseaux sur lequel le géant repose étaient munis de rallonges en bois peint. Celles-ci ont été perdues après quelques années d'utilisation.

## Galerie

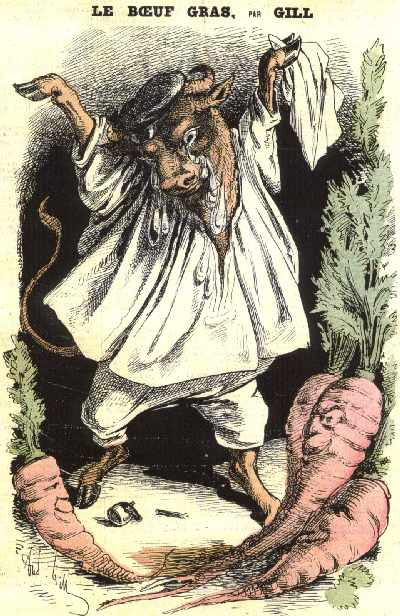
Caricature d'André Gill figurant le Bœuf Gras en larmes devant les carottes avec lesquelles il va cuire. Paru dans L'Éclipse, 7 février 1869.
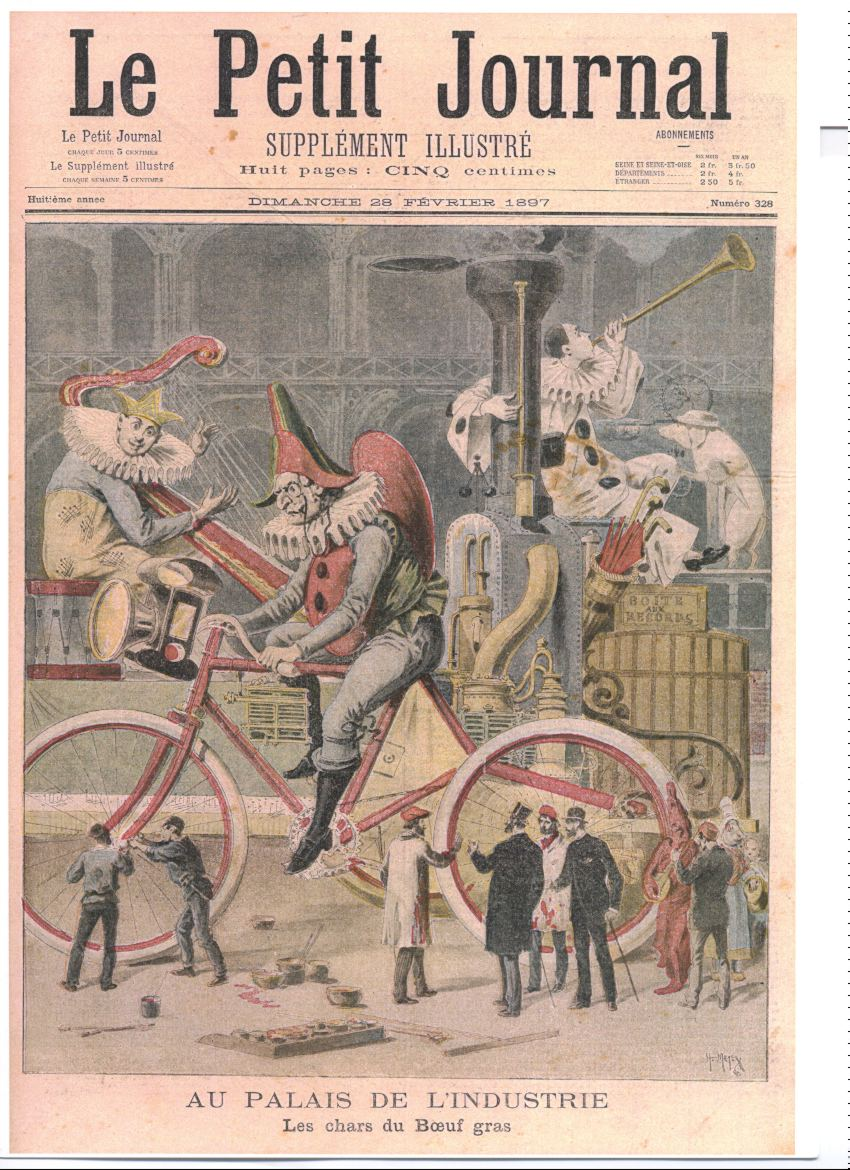
Le clown géant monté sur tricycle du Bœuf Gras 1897.
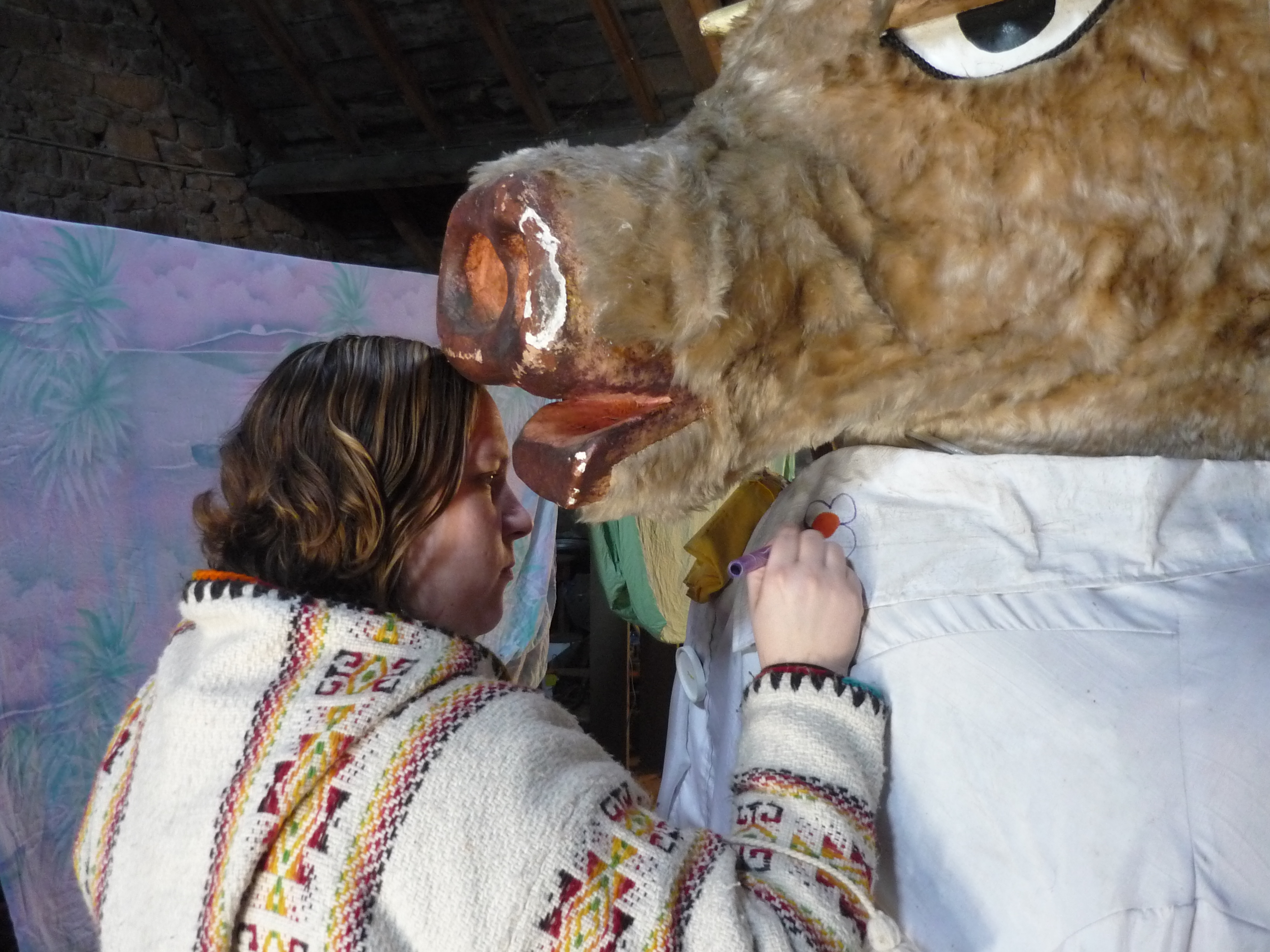
Alexandra Bristiel restaurant le Géant-Bœuf fin janvier 2009.
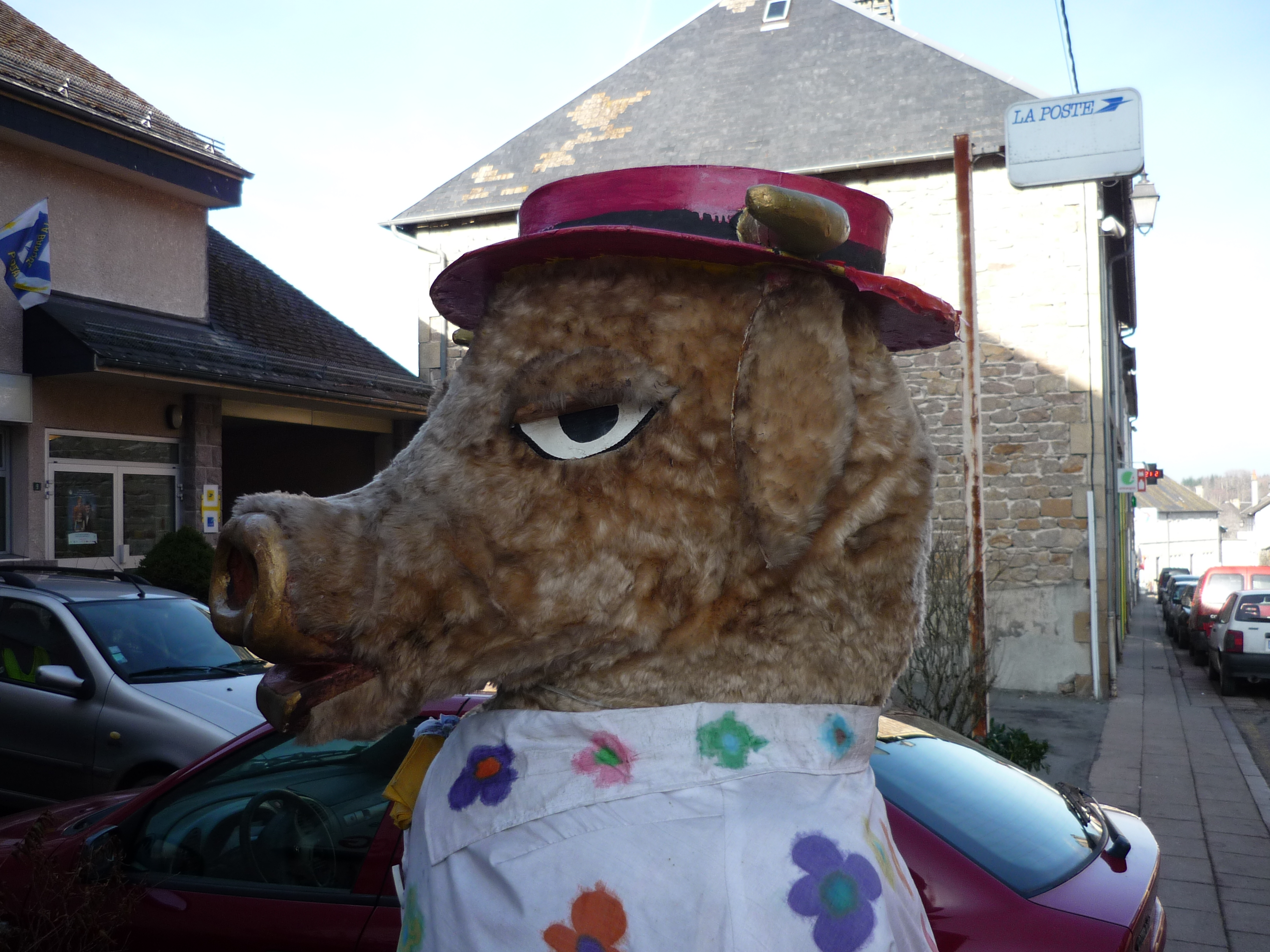
Le 21 février 2009 veille de son dernier défilé, la nouvelle livrée du Géant-Bœuf : museau et menton dorés, chapeau rose fuchsia, chemise à fleurs.
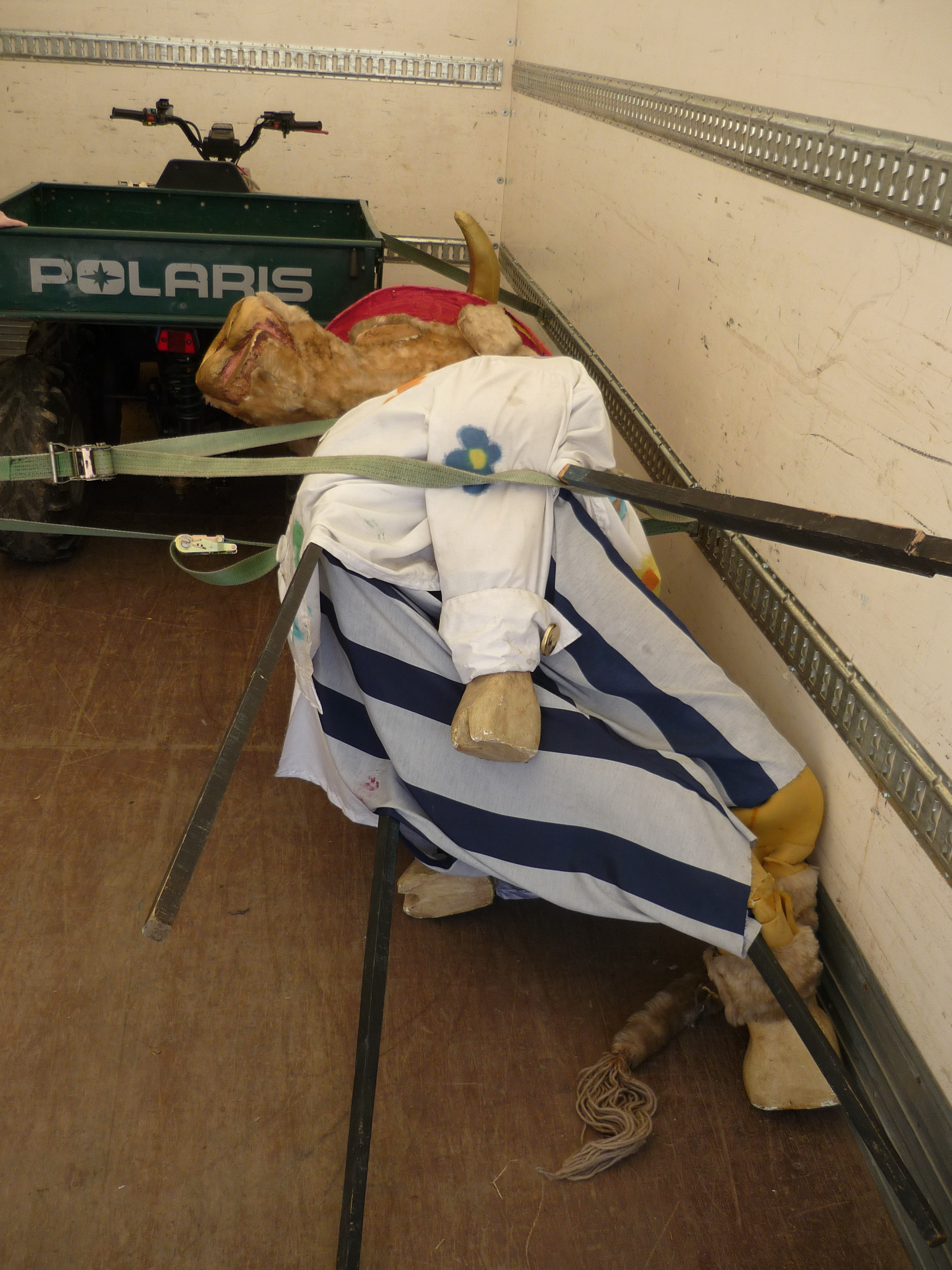
Le Géant-Bœuf dans le camion qui va l'amener à Paris le 21 février 2009[11].
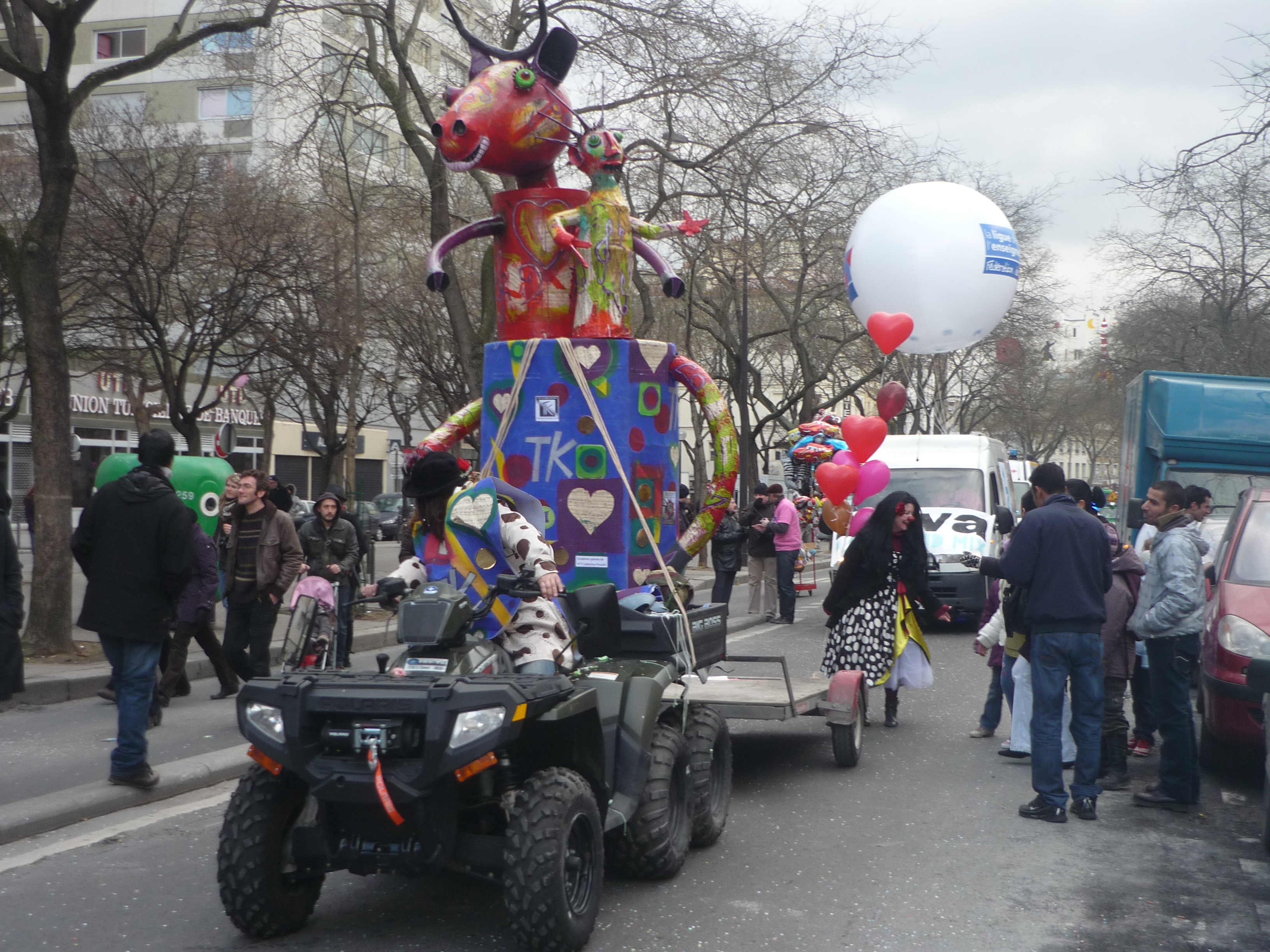
Catherine Poulain défile avec le géant La vache et son roi amoureux qu'elle a créé pour le Carnaval de Paris 2010.

### Sources
- Rafaël Estève et Basile Pachkoff Manière de réaliser une grande figure de Carnaval, schéma technique imprimé, juillet 1995.
- Dossiers Actualités Carnaval de la Bibliothèque historique de la ville de Paris.